# Định lí Chasles (động học)

Một trục vít. Định lí Mozzi-Chasles phát biểu rằng rằng mọi chuyển động Euclide là một chuyển động xoắn vít dọc theo một trục vít.

Trong động học, định lý Chasles, hay định lý Mozzi-Chasles, phát biểu rằng chuyển động tổng quát của vật thể rắn có thể được phân tích bởi một chuyển động tịnh tiến dọc theo một đường thẳng (được gọi là trục vít hoặc trục Mozzi) cộng với một chuyển động quay xung quanh một trục song song hoặc trùng với đường thẳng đó.

## Lịch sử
Phép chứng minh rằng chuyển động trong không gian có thể được phân tích thành một chuyển động quay xung quanh và một chuyển động trượt dọc theo một đường thẳng được cho là bởi nhà thiên văn học và toán học Giulio Mozzi (1763), thực tế, trục vít được gọi là asse di Mozzi ở Ý. Tuy nhiên, hầu hết các sách giáo khoa lại đều đề cập đến một công trình tương tự sau đó bởi Michel Chasles từ năm 1830. Một số người đương thời với M. Chasles đã thu được kết quả tương đương hoặc tương tự trong khoảng thời gian đó, bao gồm G. Giorgini, Cauchy, Poinsot, Poisson và Rodrigues. Một ghi chép về phép chứng minh năm 1763 của Giulio Mozzi và  đôi điều về lịch sử của nó có thể được tìm thấy ở đây.

## Chứng minh
Mozzi để ý thấy rằng một vật rắn đang trải qua trước tiên là một chuyển động quay quanh một trục đi qua khối tâm và sau đó là một chuyển động tịnh tiến D theo hướng tùy ý. Bất kỳ chuyển động vật rắn nào cũng có thể được thực hiện theo cách này do một định lý bởi Euler về sự tồn tại của một trục quay. Chuyển động D của khối tâm có thể  được phân tích thành các thành phần song song và vuông góc với trục. Thành phần vuông góc (và song song) tác động lên tất cả các điểm của vật rắn nhưng Mozzi cho thấy đối với một số điểm, chuyển động quay trước đó tác dụng lên nó chính xác trực đối với thành phần vuông góc, vì vậy những điểm đó được dịch song song với trục quay. Những điểm này nằm trên trục Mozzi mà qua đó chuyển động vật rắn có thể được thực hiện thông qua một chuyển động xoắn vít.
Một chứng minh cơ bản khác về định lí Mozzi-Chasles đã được đưa ra bởi ET Whittaker vào năm 1904.  Giả sử A được biến thành B. Whittaker gợi ý rằng đường AK được chọn song song với trục của chuyển động quay đã cho, với K là chân đường vuông góc với B. Chuyển động xoắn vít thích hợp phải có một trục song song với AK sao cho K được di chuyển đến B. Phương pháp này tương ứng với hình học phẳng Euclide trong đó một tổ hợp của phép quay và tịnh tiến có thể được thay thế bằng cách xoay quanh một tâm thích hợp. Theo cách nói của Whittaker, "Một chuyển động quay quanh bất kỳ trục nào thì tương đương với một chuyển động quay qua cùng một góc quanh bất kỳ trục nào song song với nó, cộng với một chuyển động tịnh tiến thuần túy theo hướng vuông góc với trục."